# Нове Осіни
Нове Осіни (пол. Nowe Osiny) — село в Польщі, у гміні Мінськ-Мазовецький Мінського повіту Мазовецького воєводства.
Населення — 591 особа (2011).
У 1975-1998 роках село належало до Седлецького воєводства.

## Демографія
Демографічна структура станом на 31 березня 2011 року:
|          | Загалом | Допрацездатний вік | Працездатний вік | Постпрацездатний вік |
| -------- | ------- | ------------------ | ---------------- | -------------------- |
| Чоловіки | 271     | 58                 | 183              | 30                   |
| Жінки    | 320     | 83                 | 184              | 53                   |
| Разом    | 591     | 141                | 367              | 83                   |